# Rongme Ngatra
El Rongme Ngatra es el pico más alto de los montes Chola, en la región de Kham, al oeste de Sichuan (China). El nombre del pico en chino mandarín es Que Er Shan (chino: 雀儿山; pinyin: Què'ér Shān), también el mismo nombre de toda la cordillera, lo que ha llevado a algunas traducciones del pico a Montaña Chola. Con 6.168 metros, la montaña es el pico más alto de las montañas Chola, así como el segundo más alto de las grandes montañas Shaluli después del Ge'nyen. El pico de la montaña está flanqueado por glaciares al norte y al este. El glaciar norte termina a 4.100 metros sobre el nivel del mar, justo por encima del cercano lago Yihun Lhatso. Se puede acceder al Rongme Ngatra desde la ciudad de Manigango, en el condado de Dege, en la prefectura de Garze.